# Бугурусланский уезд
Бугурусланский уезд — административно-территориальная единица в Российской империи и РСФСР, существовавшая в 1781—1928 годах. Уездный город — Бугуруслан.

## Географическое положение
Уезд располагался на востоке Самарской губернии, граничил с Уфимской и Оренбургской губерниями. Площадь уезда составляла в 1897 году 17 068,7 вёрст² (19 425 км²), в 1926 году — 21 201 км².

## История

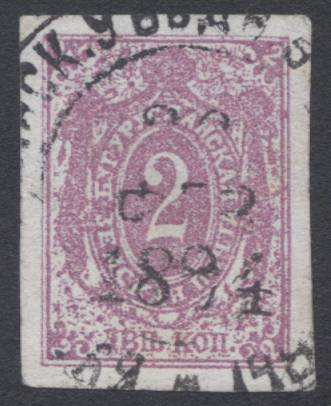
Земская марка Бугурусланский уезд № 7 (1890-96 г.)

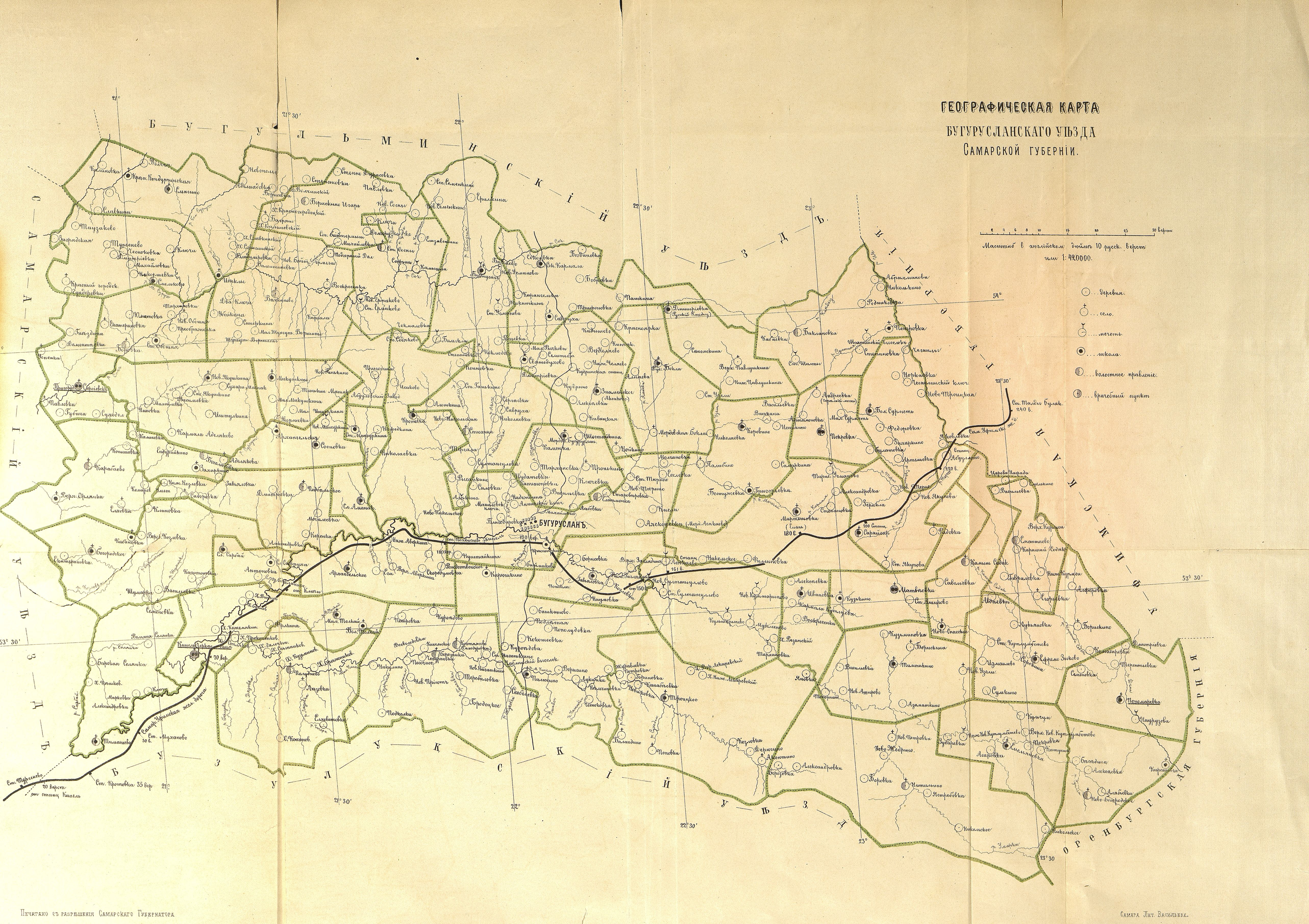
Карта Бугурусланского уезда 1890 года

Уезд образован в 1781 году в составе Уфимской области Уфимского наместничества в результате реформы Екатерины Великой. С 1796 года уезд в составе Оренбургской губернии. 
В 1851 году уезд передан в состав вновь образованной Самарской губернии.                                                                                                                                      
27 мая 1920 года к Бугурусланскому уезду были присоединены Абдикеевская, Борискинская, Борисоглебская, Добринская, Дымская, Елизаветинская, Костюнкинская, Кряжлинская, Сходневская, Тимяшевская, Четырлинская и Шенталинская волости упразднённого Бугульминского уезда.
В 1928 году Бугурусланский уезд был упразднён, его территория вошла в состав Бугурусланского округа Средне-Волжской области.

## Население
| Год  | Численность | Численность |
| ---- | ----------- | ----------- |
| 1890 | 358 978     | [ 3 ]       |
| 1897 | 405 994     | [ 4 ]       |
| 1910 | 516 764     | [ 5 ]       |

По данным переписи 1897 года в уезде проживало 405 994 человек. В том числе русские — 57,8 %, мордва — 19,8 %, чуваши — 8,6 %, татары — 7,1 %, башкиры — 2,3 % . В Бугуруслане проживало 12 109 человек, в заштатном городе Сергиевске — 3057 человек.
По итогам всесоюзной переписи населения 1926 года население уезда составило 637 426 человек, из них городское — 36 229 человек.

## Административное деление
В 1913 году в уезде было 49 волостей:
| - Аманакская волость — с. Аманак, - Архангельская волость — с. Архангельское, - Байтугановская волость — с. Байтуган, - Баклановская волость — с. Баклановка, - Боголюбовская волость — д. Боголюбовка, - Богородская волость — с. Богородское, - Боклинская волость — с. Русская Бокла, - Больше-Сурметьевская волость — с. Большой Сурмет, - Боровкинская волость — с. Боровка, - Вечкановская волость — с. Вечканово, - Дмитриевская волость — с. Русский Кандыз, - Елатманская волость — с. Елатманка, - Емантаевская волость — д. Емантаево, - Емельяновская волость — с. Емельяновка, - Ефремо-Зыковская волость — с. Ефремово-Зыково, - Завьяловская волость — с. Завьяловка, | - Знаменская волость — с. Знаменское, - Ивановская волость — с. Ивановка, - Карабаевская волость — с. Карабаево, - Кинель-Черкасская волость — сл. Кинель-Черкасская, - Ключевская волость — с. Ключи, - Коровинская волость — с. Коровино, - Мартыновская волость — с. Мартыновка, - Матвеевская волость — с. Матвеевское, - Микушкинская волость — с. Микушкино, - Натальинская волость — с. Натальино, - Ново-Богородская волость — с. Ново-Богородское, - Ново-Якушинская волость — с. Ново-Якушкино, - Пилюгинская волость — с. Пилюгино, - Подбельская волость — с. Подбельское, - Покровская волость — с. Покровка, - Полудневская волость — с. Полудни, - Пономаревская волость — с. Пономарёво, | - Пригородная волость — г. Бугуруслан, - Рождественская волость — с. Мордовский Бугуруслан, - Сарагайская волость — с. Сарай-Гир, - Сарбайская волость — с. Сарбайское, - Сергиевская волость — пригор. Сергиевск, - Смагинская волость — с. Смагино, - Смольковская волость — с. Смольково, - Сок-Кармалинская волость — с. Сок-Кармала, - Сосновская волость — с. Сосновка, - Старо-Соснинская волость — с. Старые Сосны, - Степно-Дурасовская волость — с. Борискино-Игорь, - Стюхинская волость — с. Стюхино, - Султангуловская волость — д. Султангулово, - Тимошкинская волость — с. Тимошкино, - Толкаевская волость — д. Малые Толкаи, - Троицкая волость — с. Троицкое. |  |